# Paul A Bastide
Paul Adrien Bastide (Kemper (Bretanya), 6 d'abril, 1879 - París, 18 d'agost,, 1962), va ser un director d'orquestra i compositor francès.

## Carrera
Paul Bastide va estudiar a la Universitat d'Ais de Provença i al Conservatori de París (amb Émile Pessard i Jules Massenet), guanyant un primer premi d'harmonia. El seu primer treball professional va ser com a mestre de cor a Marsella a partir de 1898, i va obtenir una primera experiència de direcció també al Caire i a l'Haia. També va dirigir l'estrena de la versió en tres actes de Les Armaillis de Gustave Doret al Grand Théâtre de Ginebra el 1913.
De 1919 a 1938, Bastide va ser el director musical de l'òpera d'Estrasburg, dirigint Samson et Dalila a la reobertura el 8 de març de 1919 després de l'ocupació alemanya d'Alsàcia. Va tornar de nou després de la Segona Guerra Mundial, de 1945 a 1948, va reobrir amb Carmen el 16 de novembre de 1945 i va dirigir notables produccions de Béatrice et Bénédict, i Martine d'Henri Rabaud (estrena). De 1945 a 1950 també va ser director musical de l'Orquestra Filharmònica d'Estrasburg.
Bastide va ser director musical a Vichy des de la dècada de 1920, i a l'Òpera de Marsella de 1941 a 1945.
Bastide va ser director de música a l'Opéra-Comique de París entre 1932 i 1936, debutant amb Carmen. Les estrenes que hi va dirigir van incloure Tout Ank Amon (1934) i Gargantua (1935), i l'estrena francesa de Frasquita (1933) de Franz Lehár. Va supervisar el renaixement centenari de Le Pré aux clercs (1932) de Ferdinand Hérold i les noves produccions de Tarass Boulba, Don Quichotte (amb Chaliapin) i Les noces de Fígaro. Va tornar a la Salle Favart com a cap d'estudis musicals entre 1948-52. Va dirigir Louise de Charpentier en algunes representacions del 50è aniversari celebrades el 1950 a l'Opéra-Comique, i l'any següent a Marsella. A l'Òpera va dirigir La flauta màgica de Mozart el 1949 i Pénélope de Fauré el 1951.
Bastide es va convertir en cavaller de la Legió d'Honor el 1928. Va morir a París.

## Composicions
A França es van posar en escena diverses òperes de Bastide:
- Idylle à l'Etoile (Marsella, 11 de gener de 1899),
- L'Amour magicien (òpera còmica en un acte, paraules i música de Bastide, estrenada a Tolosa el febrer de 1903),
- Médée (La La Haia, 1911),
- Le Gentil Bernard (Vichy, 22 de juliol de 1919),
- Monsieur de Pourceaugnac (opéra-bouffe en tres actes, paraules de Pajol segons Molière, estrena Estrasburg el 5 de febrer de 1921), * La Vannina (Rouen, 29 de gener 1926),
- Oedipe-Roi  Sófocles (Rouen, 21 de febrer de 1936),
- La Divine épopée (poema líric en cinc actes, estrenat a l'Òpera de Marsella el 25 de març de 1943)
- Joana d'Arc (1949).[7]